# Буллард, Джимми
Джеймс (Джи́мми) Ри́чард Бу́ллард (англ. James Richard «Jimmy» Bullard; 23 октября 1978, Ист Хэм, Лондон, Англия) — английский футболист, игравший на позиции полузащитника.

## Клубная карьера

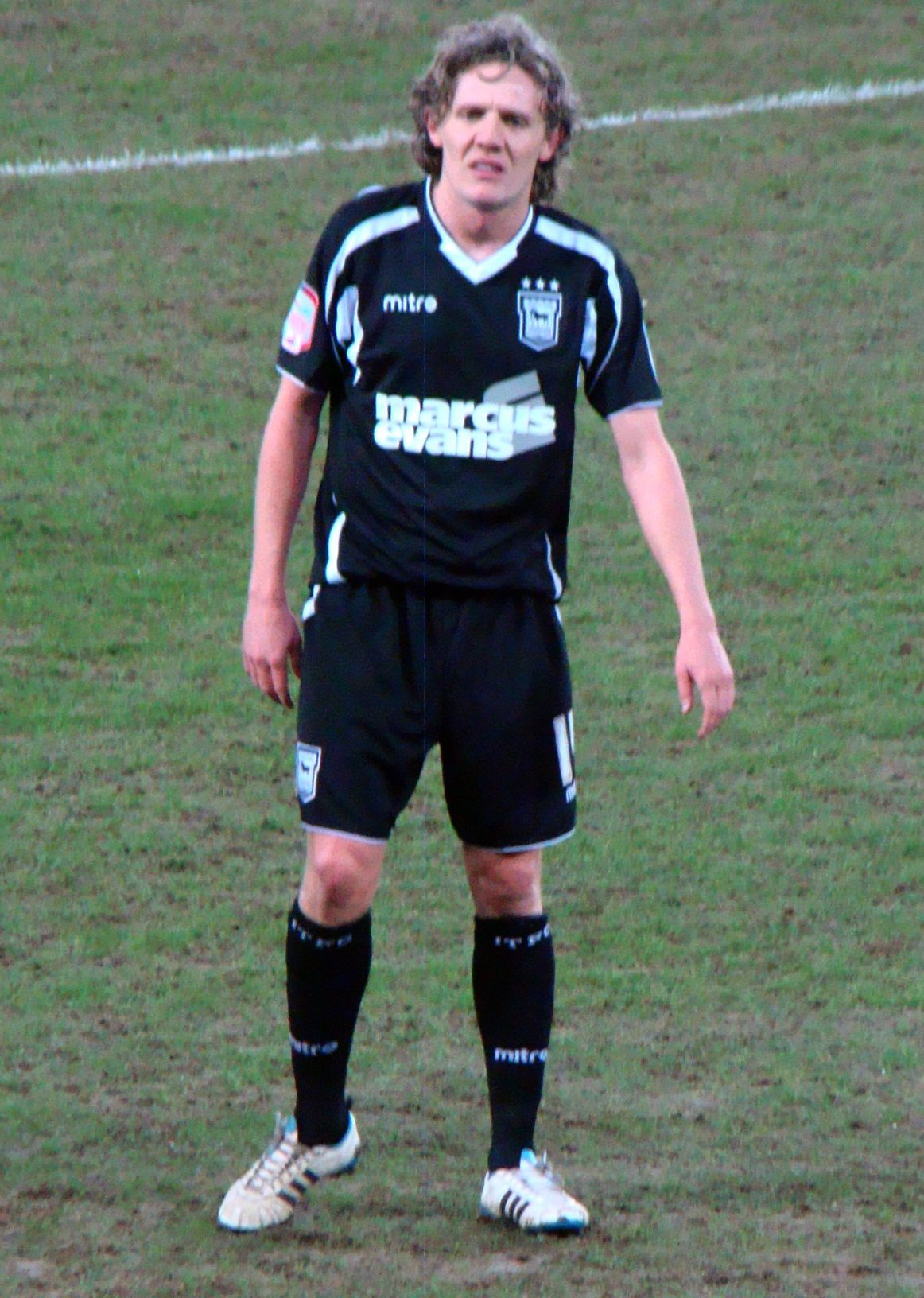
Джимми Буллард за команду Испвич в марте 2011 года

Джимми Буллард родился в Ист Хэме, Восточный Лондон, где и играл в футбол за школьные команды. Начинал карьеру в любительском клубе «Corinthian» из города Кент, затем немного играл за «Грейвзенд и Нортфлит», где и привлек к себе внимание уже именитого клуба — «Вест Хэма», за который Джимми болел будучи ребёнком. Трансфер состоялся в 1999 году, сумма перехода составила 30 тысяч фунтов. Но, так и не сумев заиграть за «молотобойцев», Джимми стал свободным агентом в конце сезона 2000/01. Он подписал контракт с клубом «Питерборо Юнайтед» Барри Фрая, где отлично проявил себя и отправился на повышение в «Уиган», тогда ещё только начинавший свой путь в Английскую Премьер-лигу. Там Буллард стал звездой и лидером команды. В 2006 году он вернулся в Лондон, в «Фулхэм», и сумма трансфера составила уже £2,500,000.
23 января 2009 года Буллард перешёл в «Халл Сити» за 5 миллионов фунтов. Сделка стала рекордной в истории клуба.
1 октября 2012 года заявил о завершении карьеры игрока в связи с проблемами со здоровьем.

## Карьера в сборной
Хотя Буллард и родился в Англии, его бабушка — немка. И он всерьёз мог стать игроком сборной Германии; вариант с приглашением Булларда в сборную Юрген Клинсманн рассматривал перед ЧМ-2006. Буллард был приглашён в Сборную Англии уже Фабио Капелло в августе 2008-го на матчи квалификации к ЧМ-2010 против Андорры и Хорватии, но на поле так и не вышел.

## Достижения

### С Уиган Атлетик
- Победитель Второго дивизиона Футбольной лиги : 2002-03
- Второе место в чемпионате Футбольной лиги : 2004-05
- Финалист Кубка Лиги : 2005-06

### Персональные
- Игрок месяца Премьер-Лиги : ноябрь 2009